# SN 2012bb
SN 2012bb – supernowa typu II P, odkryta 2 lutego 2012 roku w galaktyce M-06-27-15. W momencie odkrycia, miała maksymalną jasność 15,9m.